# Talis Management Holding
Die Talis International Holding war eine im Jahr 2010 gegründete Unternehmensgruppe. Mit zehn Marken in Deutschland, Frankreich, Spanien, Niederlande, Israel und Großbritannien produzierte und vertrieb Talis weltweit Armaturentechnik. Der Sitz der Gruppe befand sich in Heidenheim an der Brenz, Baden-Württemberg. Die Gesellschaft wurde am 1. Oktober 2010 gegründet. Insgesamt beschäftigte die Gruppe 1.450 Mitarbeiter in neun Ländern, davon ca. 500 in Deutschland. Im Geschäftsjahr 2018 erwirtschaftete das Unternehmen einen Umsatz von über 222 Millionen Euro und hatte eine Nettoverschuldung von 337,8 Millionen Euro, das Gesamtergebnis des Talis Konzerns war im Geschäftsjahr 2018 ein Verlust in Höhe von 34,91 Millionen Euro.

## Geschichte
Im Jahr 2010 wurde die Talis Management Holding gegründet. Seit Beginn zählen die Marken Atlantic Plastics, Bayard, Belgicast, Erhard, Frischhut, Schmieding, Strate, Unijoint und Wafrega zur neu gegründeten Unternehmensgruppe. Im Jahr 2011 wurde Raphael Valves zugekauft. Im Jahr 2015 trennte sich Talis von ihrer Marke Wafrega. Die Talis Management Holding gehört dem Private-Equity-Unternehmen Triton Partners.
Laut dem Kartellamt gehörten Erhard, Frischhut und Schmieding zusammen mit anderen Herstellern von Hydranten und anderen Wasserarmaturen zu einem Kartell mit einem Marktanteil von 70 % in Deutschland (Hydrantenkartell). Das Kartell hat über einen langen Zeitraum den Wettbewerb mit illegalen Preisabsprachen erheblich beeinträchtigt. Erhard kooperierte bei den Ermittlungen und 2011 wurde das Kartellverfahren eröffnet.
Ab 2022 wurde die Talis Gruppe durch Triton Partners sukzessive aufgelöst. Seit Oktober 2023 sind alle Tochtergesellschaften der ehemaligen Talis Gruppe in der Hand neuer Eigentümer.

## Marken

### Atlantic Plastics
Anfang der 1990er Jahre kaufte der US-Konzern Tyco International Ltd. die Unternehmen Atlplas, Edward Barber & Co Ltd (Ebco), Talbot, Under Pressure Engineering (UPE), Samuel Booth, Cast Iron Services (CIS) und Erhard Valves Ltd. und schloss diese unter der Marke Atlantic Plastics zusammen, die fortan zu „Tyco Waterworks“ gehörte. Seit 2011 gehört Atlantic Plastics zur Unternehmensgruppe Talis und beschäftigt ca. 220 Mitarbeiter.

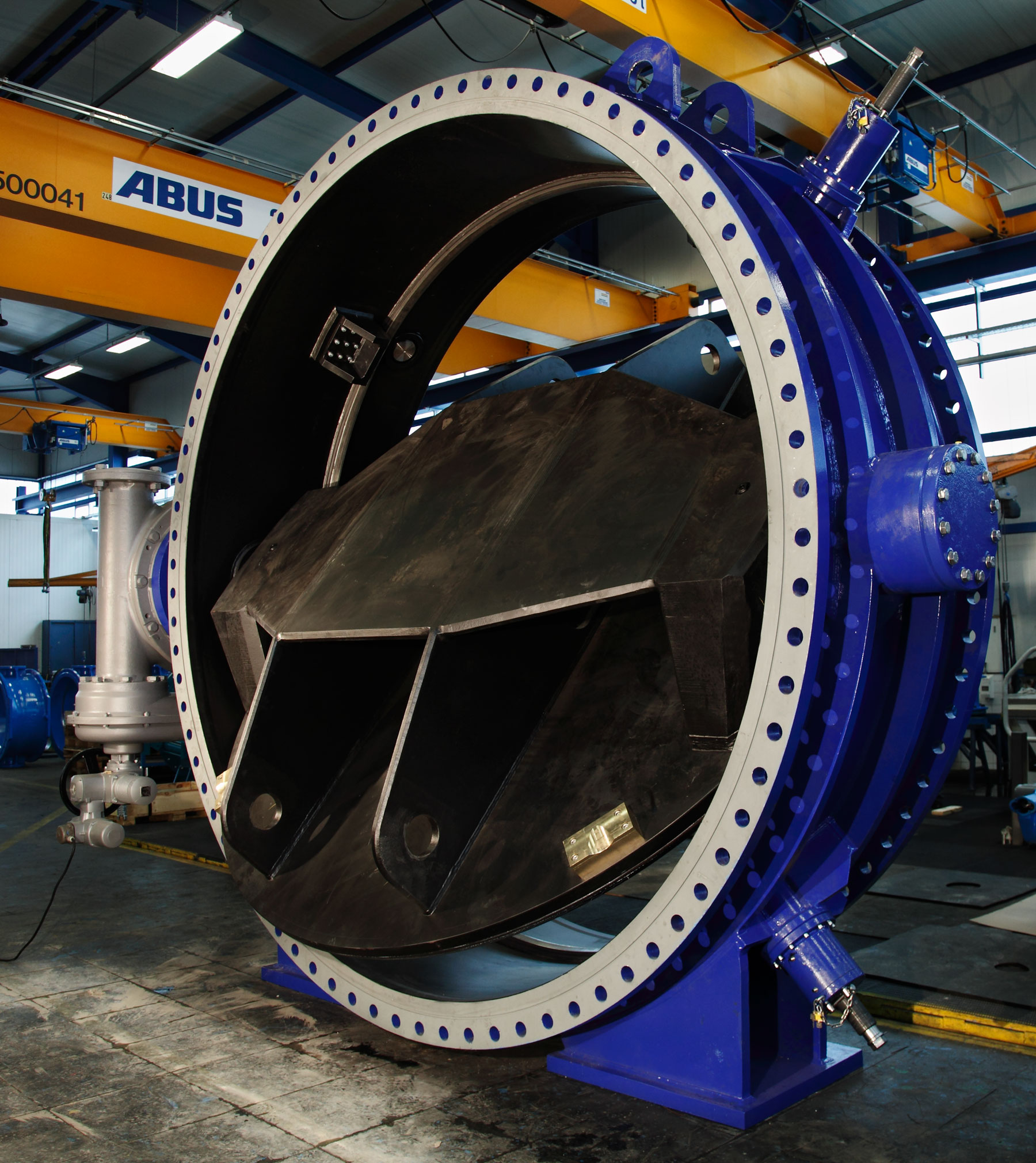
Zentrische Absperrklappe DN3600

### Bayard division internationale
Das französische Unternehmen wurde 1880 in einer kleinen Werkstatt in Lyon gegründet. Zunächst produzierte Bayard Armaturen für Kessel und Weinfässer. Heute werden überwiegen Armaturen für die Landwirtschaft (Bewässerung), Bauarbeiten, Trink- und Abwasser hergestellt. Daneben ist Bayard ein renommiertes Unternehmen in den Bereichen Brandschutz- und Leitungsschutzsystemen. Heute hat das Unternehmen seinen Sitz in Meyzieu (Frankreich). Gegenwärtig beschäftigt das Unternehmen ca. 250 Mitarbeiter und erwirtschaftet einen Umsatz von ca. 75 Millionen Euro. Damit ist Bayard die umsatzstärkste Marke im Hause Talis.

### Belgicast Internacional S.L
Im Jahr 1957 begann das spanische Unternehmen mit der Herstellung von Absperrschiebern, Rückschlagventilen, Ringkolbenventilen und Absperrklappen für die Marine. Mit der Schließung vieler Unternehmen, Anfang der 1980er Jahre aufgrund der Ölkrise, diversifizierte das Unternehmen sein Produktportfolio auf den Wassermarkt. Belgicast ist u. a. für seine Innovationen wie den Multamedschieber bekannt. Durch die ständige Weiterentwicklung hat sich das Unternehmen auf Märkten wie der Meerwasserentsalzung und Fernkälte etabliert. Der Hauptsitz befindet sich in Munguia (Spanien) nahe Bilbao.

### Erhard GmbH & Co. KG

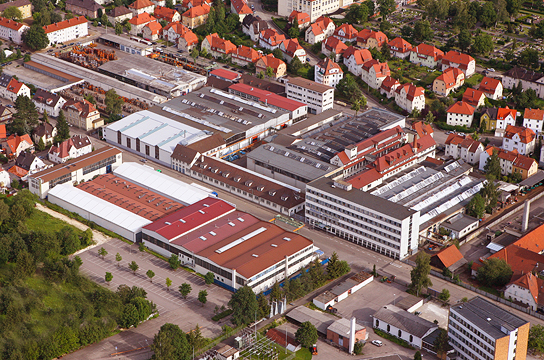
Standort Erhard Heidenheim

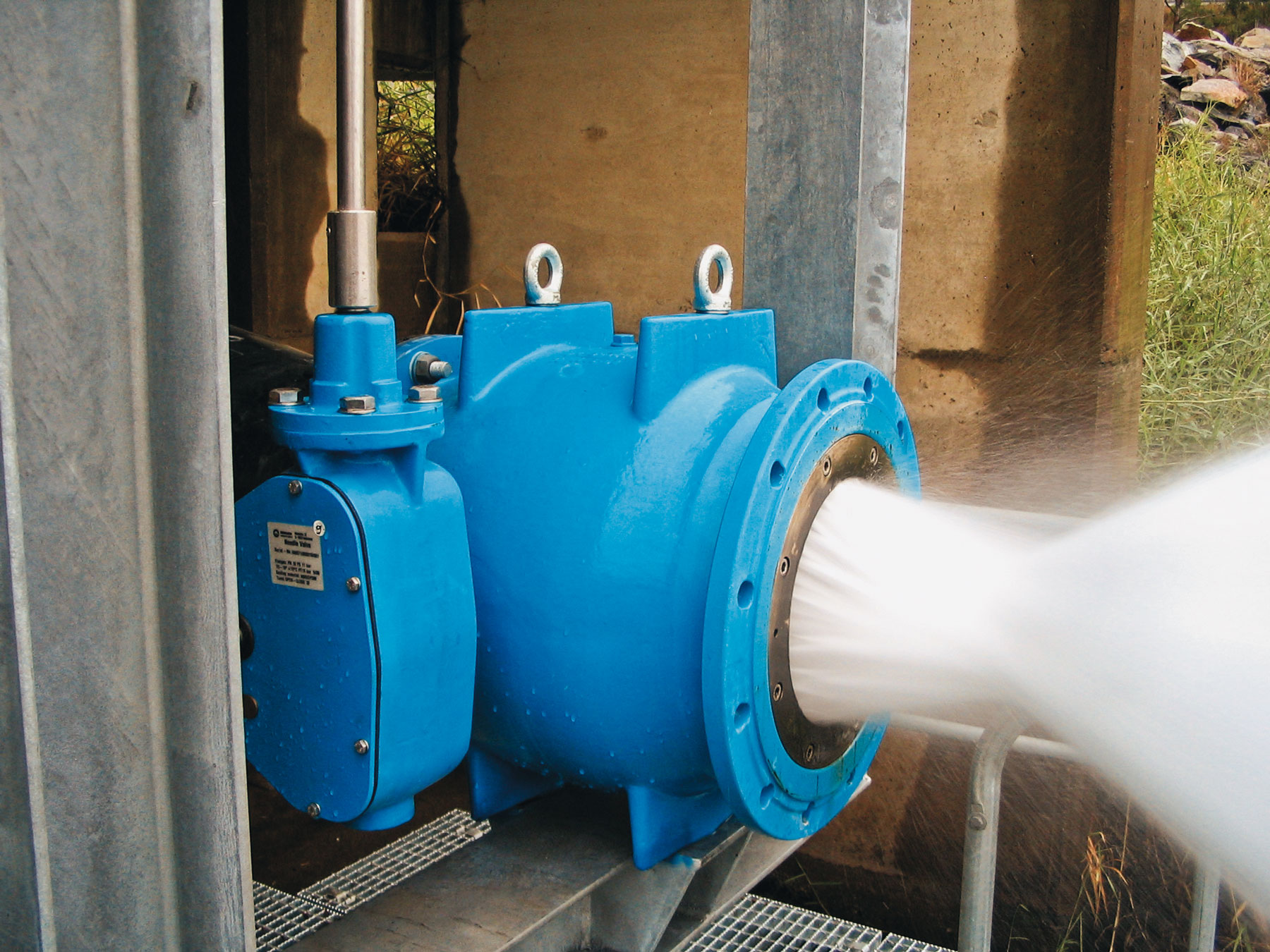
Ein Ringkolbenventil bei der Arbeit

Das Unternehmen wurde 1871 von Johannes Erhard gegründet. Zunächst eröffnete Johannes Erhard eine kleine Werkstatt zur Produktion von Messing-Wasserhähnen. Heute ist Erhard ein weltweit agierendes Unternehmen im Bereich der Wasserarmaturen.
Laut einem Artikel der Heidenheimer Zeitung hat das Unternehmen ca. 200 Mitarbeiter (Stand 31. März 2016) und man plant einen Abbau der Belegschaft um 1/4.
Der Sitz des Unternehmens befindet sich in Heidenheim an der Brenz.
Das Produktportfolio umfasst Armaturen für alle Bereiche der Wasserversorgung. Das Unternehmen liefert seine Produkte in allen Größenbereichen (Nennweiten: DN10 bis DN3600) – von Hausanschlussarmaturen bis zu Armaturen für Kraftwerke. Weiter umfasst das Portfolio Armaturen für den Abwasserbereich sowie Industrie-Großanlagen. Darüber hinaus gehören auch Sonderarmaturen und Komplettlösungen zur Produktpalette.
Zu den bekanntesten ehemaligen Mitarbeitern zählt Georg Elser. Er verübte am 8. November 1939 im Münchener Bürgerbräukeller ein Bombenattentat auf Adolf Hitler.

### Ludwig Frischhut GmbH & Co. KG
1945 gründete Ludwig Frischhut das Unternehmen im niederbayrischen Pfarrkirchen. Zu Beginn richtet der Firmengründer eine Werkstatt für Land- und Forstwirtschaft ein. Sieben Jahre nach der Gründung wurde eine eigene Gießerei eingerichtet, um Kanalguss-Formteile herzustellen. In den folgenden Jahrzehnten werden ständig neue Produkte entwickelt und bestehende weiterentwickelt. Heute produziert das Unternehmen mit ca. 100 Mitarbeitern Gussteile an den Standorten Neumarkt-Sankt Veit und Pfarrkirchen.
Neben Gussteilen für das Bauwesen, den Maschinen- und Anlagenbau produziert Frischhut Formstücke für die Wasserver- und Abwasserentsorgung. In der Produktion werden mit Wirbelsinter- oder Sprühverfahren umweltfreundliche Technologien zur Beschichtung eingesetzt.

### Raphael Valves Industries (1975)
Im Jahre 1949 wurde Raphael Valves Industries als erster Hersteller von Qualitätsregelventilen in Israel. Heute ist Raphael u. a. Hersteller von hydraulischen Kontrollventilen für Bewässerungssysteme, Feuerschutz sowie Wasserversorgungsanlagen.

### Schmieding Armaturen GmbH

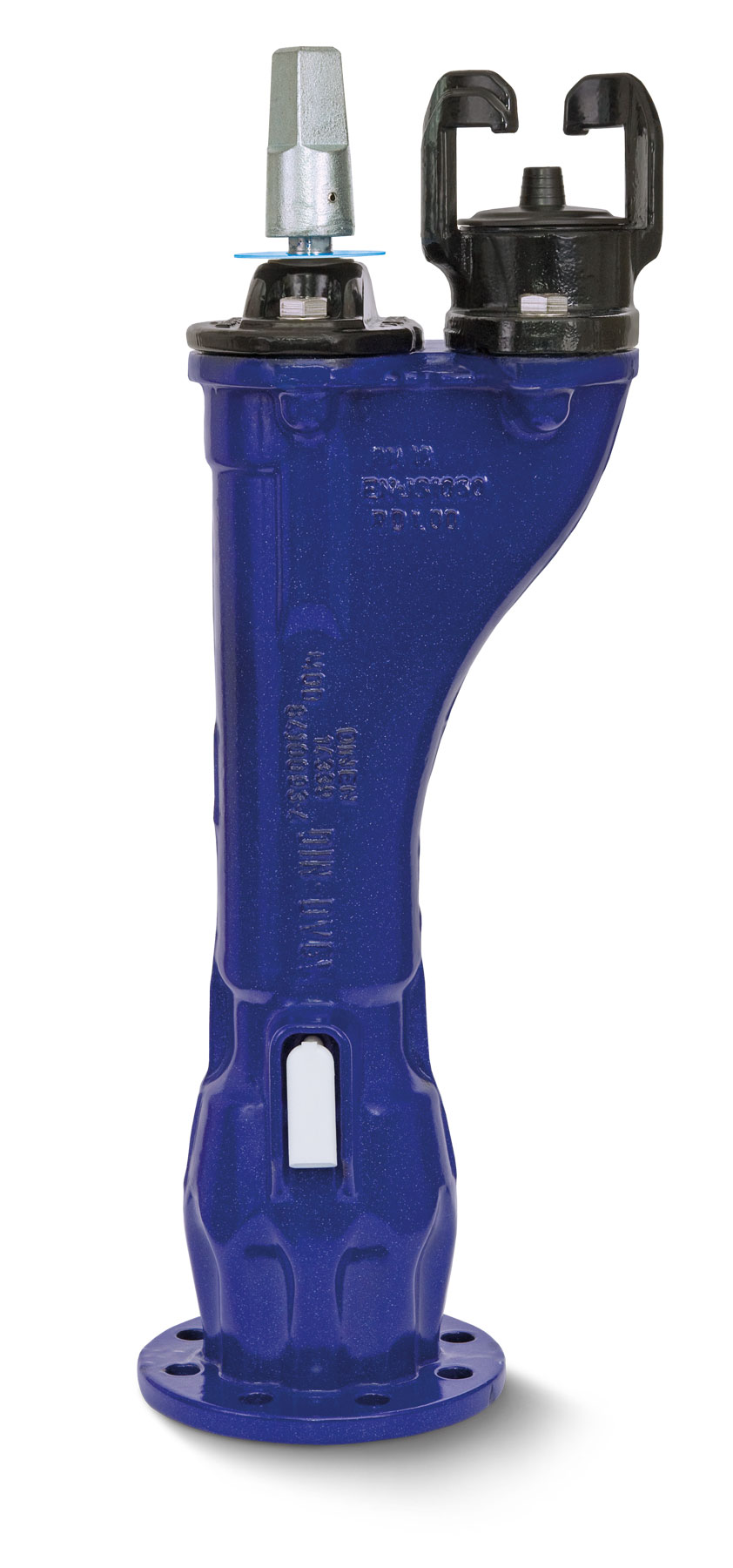
Unterflurhydrant mit Emailbeschichtung

Als im Jahr 1874 der Bergbau im Ruhrgebiet sehr rasant aufstrebte und die Industrie sehr schnell expandierte, gründete der gelernte Kaufmann Ernst Schmieding in Dortmund das Unternehmen. Zu Beginn lieferte das Unternehmen Armaturen für die beiden bereits genannten Branchen. Nach Ende des Zweiten Weltkrieges musste das Unternehmen weitestgehend neu aufgebaut werden. In diesem Zuge entwickelte Schmieding auch eine Vielzahl von Neuheiten die eine positive Auswirkung auf die kommende Entwicklung des Unternehmens haben sollten. Ende der 1940er Jahre ging das Unternehmen zur Herstellung gusseiserner Armaturen eine enge Verbindung mit den Eisenwerken Düker ein. Ein Jahrzehnt später war Schmieding das erste deutsche Unternehmen das emaillierte Schwerarmaturen angeboten hat. Einige Jahre später sollte das Portfolio um den Bereich Abwasser erweitert werden.
Seit 2009 befindet sich Standorte des Unternehmens in Holzwickede (nahe Dortmund) und Rodgau bei Frankfurt/Main und beschäftigt insgesamt 30 Mitarbeiter. Heute besteht das Portfolio des Unternehmens aus Armaturen für die Gas- und Wasserversorgung.

### Strate Technologie für Abwasser GmbH
Im Jahr 1949 gründete Wilhelm Strate das Unternehmen in Hannover-Wülfel. Heute zählen vor allem Rückschlagklappen sowie Be- und Entlüftungsventile zum Abwasserprodukt Portfolio. Daneben produziert Strate Rückschlagklappen und Anfahrentlastungsventile für den Industriebereich. Aktuell beschäftigt das Unternehmen am Standort Sarstedt ca. 50 Mitarbeiter und erwirtschaftet einen Umsatz von knapp 8 Millionen Euro.

### Unijoint
Unijoint B.V. wurde Anfang 1992 gegründet und hat heute seinen Standort in Beringe (Niederlande). Gegründet wurde das Unternehmen von einem Team mit über 35 Jahren Erfahrung in Engineering, Entwicklung, Herstellung und der Vermarktung im von Rohrkupplungen.
Heute zählen überwiegend Verbindungselemente wie z. B. Flansch-Adapter, Pass- und Ausbaustücke zum Produktportfolio von Unijoint. Das Unternehmen liefert diese Produkte, in Nennweiten von DN50 bis DN4000 und Druckstufen von PN10 bis PN40, weltweit.

## Produkte

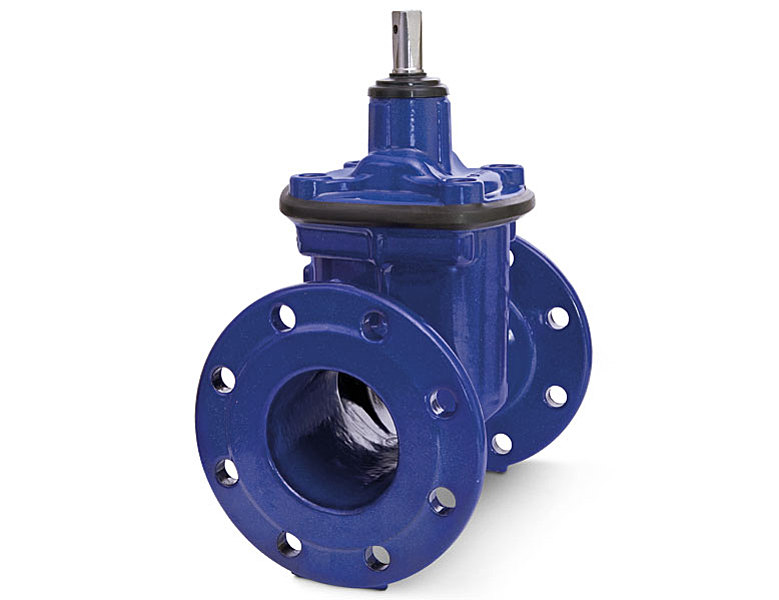
Erhard Multamedschieber Pro Email

Das Produktportfolio der Gruppe untergliedert sich in acht Segmente:
- Absperrarmaturen (z. B. Absperrklappen, Absperrschieber, Kugelhähne)
- Sicherheits- und Regelventile (z. B. Ringkolbenventile, Regelventile, Be- und Entlüftungsventile)
- Hydranten (z. B. Hydranten, Wasserentnahmestellen)
- Hausanschlussarmaturen (z. B. Anbohrsysteme)
- Rückflussverhinderer (z. B. Düsenrückschlagventil, Rückschlagklappe)
- Formstücke (z. B. Pass- und Ausbaustücke, Flanschadapter, Muffen)
- Gehäuselose Armaturen
- Abwasserarmaturen (z. B. Abwasserhebeanlagen, Anfahrentlastungsventile)

Die Produkte der Talis Management Holding lassen sich für die Wasserversorgung, Talsperren, Wasseraufbereitung, Wasserspeicher, Pumpwerke, Rohrleitung, Bewässerung, Industrie, Brandbekämpfung, Kraftwerke sowie Abwasser und Kläranlagen einsetzen.